# Reyershausen

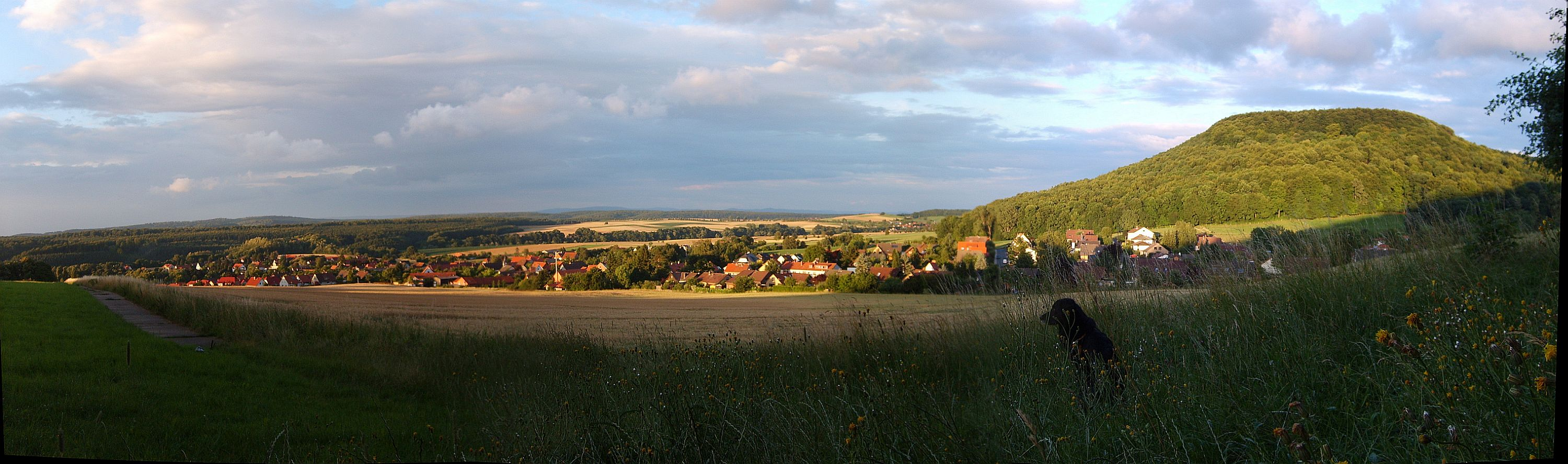
Reyershausen im Frühjahr 2008

Reyershausen ist ein zum Flecken Bovenden in Niedersachsen gehörendes Dorf. Es liegt zwischen Nörtener Wald und dem Pleßforst am Rodebach.

## Geschichte
Das Dorf wurde 1205 mit dem Namen „Redinceshusen“ erstmals urkundlich erwähnt. Ab dem 16. Jahrhundert bekam das Dorf seinen heutigen Namen. Es war im Besitz der Herrschaft Plesse und erhielt erst 1695 eine eigene Kirche.
Seit etwa 1915 wurde die Bevölkerungsstruktur und das Ortsbild durch den Kalibergbau (Grube Hindenburg-Königshall) wesentlich geprägt. Außerdem wurden weitere Wohngebiete erschlossen. Im Zweiten Weltkrieg wurde das Bergwerk Ziel eines Luftangriffes, bei dem 19 Menschen ums Leben kamen. Im Jahre 1969 wurde das Bergwerk letztendlich stillgelegt. Jedoch ist noch heute die begrünte Abraumhalde ein beliebtes Naherholungsgebiet und ein hervorragender Aussichtspunkt in das obere Rodetal.
Am 1. Januar 1973 wurde Reyershausen in den Flecken Bovenden eingegliedert.

## Politik
Reyershausen hat einen Ortsrat der sieben Mitglieder umfasst. Seit der Kommunalwahl 2021 ist dieser wie folgt besetzt:
| Ortsrat Reyershausen 2021Insgesamt 7 Sitze - Grüne: 1 - Bunte Liste: 1 - FWG: 2 - Z.f.R.: 3 - Z.f.R.: Zukunft für Reyershausen |

## Besonderes
Das am Waldrand gelegene „Ratsburgbad“ mit seinen großen Anlagen ist ein wichtiger Anziehungspunkt des Dorfes. Zudem führen Wanderwege durch den Pleßforst zu den eisenzeitlichen Wallanlagen Ratsburg und Wittenburg.

## Ev. reformierte Kirche

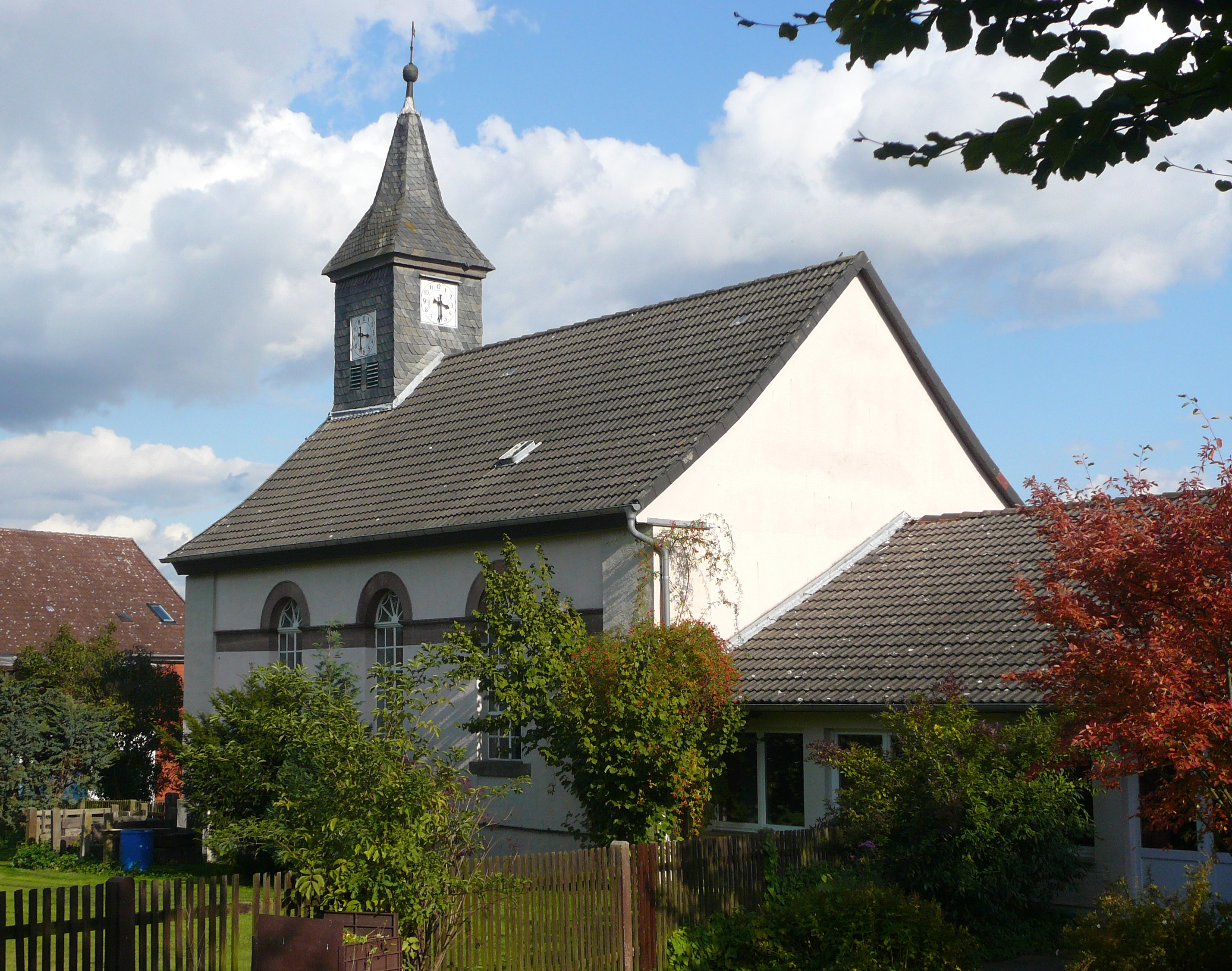
Westansicht der Kirche

Die heutige Kirche Reyershausens wurde 1833 anstelle eines älteren Baus errichtet. Sie besitzt einen kleinen, spätklassizistischen Rechtecksaal und mehrere Fensterachsen. Ein simples Satteldach erhebt sich über dem Traufgesims, im nördlichen Bereich bekrönt von einem verschieferten, quadratischen Dachreiter mit eingezogener Spitze. In den Längswänden sind je drei Rundbogenfenster eingefasst. Ihre Architrave sind in Werkstein ausgeführt und durch ein die Kirche umlaufendes Gesims verbunden, welches zudem von der übrigen verputzten Wandfläche leicht abgesetzt ist. An der nördlichen Schmalseite befindet sich das Rechteckportal. In dessen Fries kann man die Inschrift Mit Gottes hülfe erbauet im Iahre des Heiles 1833 lesen.